# Juan José Badiola
Juan José Badiola Díez (León, España, 1948) es un veterinario e investigador español, que fue vicerrector de investigación y rector de la Universidad de Zaragoza. Es conocido por ser experto en encefalopatía espongiforme bovina (EBB), o mal de las vacas locas. Entre los años 1988 y 1997 formó parte del comité científico veterinario y presidente del Subgrupo de Evaluación de las Investigaciones sobre las EEB de la Unión Europea. En 2003 fue designado miembro del Consejo de Estado de España. 

## Primeros años
Antes de iniciarse como veterinario, en su adolescencia estuvo presente en la tauromaquia.

## Trayectoria académica
Comenzó sus estudios de veterinaria en el año 1972 en la Universidad Complutense de Madrid donde se licenció y posteriormente comenzaría su carrera como docente en la Facultad de Veterinaria. 
Tres años después obtendría su doctorado, poco después de adquirir el Premio Extraordinario de licenciatura.

## Docencia
Entre 1976 y 1983 se trasladó a la facultad de veterinaria de la Universidad de Zaragoza con el puesto de profesor agregado interino. No fue hasta el año 1983 cuando se le otorgó el estatus de profesor titular. Desde 1985 a 2001 ejerció la docencia en el Departamento de Patología Animal de la Facultad de Veterinaria de la Universidad de Zaragoza.
A partir de 1985 a 2001 había estado ocupando cargos en el Consejo de Universidades llegando a ser presidente ocho años, entre 1992 al 2000.

## Áreas de investigación
Por sus conocimientos en virología, sus aportaciones destacan en el área de la encefalopatía espongiforme bovina (enfermedad de las “vacas locas”), las gripes aviar y porcina, la covid-19 o la viruela del mono.
No fue hasta principios del 2000 con la aparición del comúnmente llamado "mal de las vacas locas", cuando fue ampliamente conocido por la población por sus acciones como director del Centro Nacional de Referencia de EEB. Publicando artículos sobre su introducción en la cadena alimentaria y el efecto en los humanos (enfermedad de Creutzfeldt-Jakob). Entre las decisiones que hubo de tomar, destacan la obligatoriedad de retirar la columna vertebral y la médula espinal de las reses destinadas al consumo humano y el sacrificio de centenares de reses en las granjas en las que aparecieron vacas con síntomas de la enfermedad.
Es, además, titular de la patente del test ELISA para la detección del virus Maedi-Visna, un lentivirus que afecta a las ovejas y, en menor medida, a las cabras y que resulta mortal.
Fue designado asesor del Programa Nacional de Vigilancia y Control de las EEB, puesto que compaginó con la presidencia del Colegio de Veterinarios de España, además de que Mariano Rajoy le nombrara miembro del comité de expertos para el control de la epidemia.
Durante la Pandemia de COVID-19, intervino en varios medios de comunicación.
Respecto a las pandemias de gripe, Badiola dijo que se sabe que son recurrentes, aproximadamente cada 30 o 40 años y todas proceden de un virus de origen animal en combinación con otros virus de la gripe (en la gripe A, uno humano, uno aviar y dos porcinos). De ésta dijo que "hasta ahora es una gripe muy benévola que nos servirá para estar preparados para lo que venga", al punto de afirmar que "está convencido de que mucha gente ha pasado la gripe A sin saberlo."
Definió al Influenzavirus A subtipo H1N1 como "el virus de gripe perfecto" porque "logra contagiar a muchos pero matar a pocos, si fuese más letal también se suicidaría, dejaría de poder reproducirse."
También ha mostrado su convicción de que "la próxima pandemia no será una gripe", sino que tendrá más que ver con las dolencias infecciosas, aventurando que fuera una extensión del dengue, por ejemplo. En este sentido, ha afirmado que "de las enfermedades emergentes de la actualidad llegarán nuevas pandemias." En la actualidad existen 18 000 tipos de virus conocidos y en los últimos 30 años han aparecido más de 40 nuevos patógenos, por lo que existen unas 300 zoonosis y el 60% de las enfermedades infecciosas humanas son zoonóticas y el 75% de origen animal. Por ello, Badiola defiende el concepto One Health, que pretende mejorar la salud de los animales, las personas y el medio ambiente, pues están relacionadas entre sí y se trata de un fenómeno dinámico que puede ayudar a controlar las enfermedades emergentes. "De hecho, en los últimos años, 174 patógenos han emergido o reemergido" ha afirmado Badiola.

## Reconocimientos
Por su trayectoria, ha sido reconocido con
- la Gran Cruz del Mérito Militar con distintivo blanco[11]
- la Medalla de Plata al Mérito de la Guardia Civil[11]
- la Placa al Mérito de la Junta de Castilla-La Mancha.[11]
- el Premio Balmis® del Rotary Club Alicante[18][8]
- la Gran Cruz de la Orden de Alfonso X el Sabio[18]

Además, ha sido nombrado Hijo Adoptivo de Zaragoza.